# I've Sound
I've Sound es un grupo musical, Su música es principalmente compuesta para juegos, tanto BGMs como Canciones.

## Años 1995 - 1998
Kazuya Takase (高瀬一矢), también conocido como WORM WORLD y F.T.K es el principal compositor del grupo. Sus trabajos como compositor de Eurobeat y Trance se pueden rastrear hacia el año 1995, con el sencillo「FUCK ME」 y 「Give me high angel」 bajo la producción de FUCTORY records. En el año 1996 lanzó el LP 「I'm gonna love you」. En el año 1997 el tema 「DEAD MY HEART」 apareció en el disco SUPER DANCE POP imp@ct.
En los discos That's EuroBeat NOW Vol. 2, 4, 6 y 7 también aparecen varios otros trabajos.
Sus dos primeros grandes lanzamientos fueron los temas del Dancemania 6 「IS THIS THE WAY YOU KILL A LOVE」 y 「IF YOU WERE HERE」 cantados por GINA y JENNIFER, las letras por PICCOLINA y los arreglos de F.T.K. El tema 「IF YOU WERE HERE」también es conocido por estar en el juego de videoDance Dance Revolution 2nd MIX.  Sus otros trabajos como compositor de Eurobeat y Trance pueden ser rastreados en varios discos del sello digibeat Archivado el 21 de junio de 2006 en Wayback Machine..

## Trabajos deI've Sound
En el año 1999 es cuando aparecen los primeros temas bajo la denominación de I've Sound. 「FUCK ME」, cantado por MIHI; 「Kaze no Tadoritsuku Basho」y 「Last Regrets」 cantados por AYANA y pertenecientes al juego y posterior anime Kanon, son los temas más importantes de este periodo, que marcaron la transición desde el Eurobeat hacia un "low trance" como el que se conoce en la actualidad. KOTOKO aparece en la versión prototipo del tema 「Atarashii Koi no Katachi」, cantado finalmente por AKI.
En víspera de Navidad de este año, el disco I've GIRLS COMPILATION ALBUM Vol. 1 「regret」 fue lanzado a la venta. En total, 20 temas fueron lanzados.
el 14 de julio de 2000,I've GIRLS COMPILATION ALBUM VOL.2 「verge」 fue lanzado a la venta. Consistía en un álbum doble, que resumía los trabajos a la fecha. Destacable de este disco es el tema 「Tori no Uta -short version-」 cantado por Lia, usado en el juego y posterior anime Air. Como una futura costumbre, a finales de año fueron lanzados varios trabajos.
El 1 de diciembre el tema 「Close to me...」 fue lanzado, el primer tema cantado por KOTOKO dentro de I've. El 8 del mismo mes el tema del juego 「Triangle Heart 3 ～Sweets songs Forever～」, 「See you ～Chiisana Eien」, cantado por KOTOKO y MELL, fue lanzado, del cual posteriormente se editaría un DVD.
「prime prototype」 DVD y el álbum 「Dear Feeling」 fueron lanzados simultameamente el 29 de diciembre. Con temas de KOTOKO y AKI, el DVD fue grabado en EE. UU. En total, 48 temas fueron compuestos.
A partir del año 2001, KOTOKO comienza a destacar como la principal vocalista dentro del grupo. De los 54 temas compuestos durante el año, 26 fueron cantados por ella. El tema 「Love a Riddle」, cantado por KOTOKO, fue lanzado el 5 de diciembre, usado en el anime 「Onegai☆Teacher」.
Como es costumbre, en el Comic Market 61 (29 de diciembre) fueron lanzados varios álbumes y PV.
- I've P.V Collection vol. 1, incluyendo los videos 「L.A.M -laze and meditation」 y 「repeat」.

- SHIFT -Sekai no Mukou-, un sencillo de Lia.

- C-LICK -I've Remix Style 2001-, remix de 「Fuck Me」, 「verge」 y 「I pray to stop my cry」.

- Hitorigoto, un sencillo de KOTOKO, incluía los temas 「Hitorigoto」 y 「Hayategumo」.

Durante el año 2002, 44 temas fueron compuestos, 15 fueron cantados por KOTOKO. De los temas de este año, son destacables los pertenecientes al anime 「Onegai☆Teacher」, explícitamente al disco 「Onegai☆Teacher」Vocal álbum ~Stokesia~ (muchos fanes conocieron el grupo gracias a este anime):
Disco 1:
1. Shooting Star (KOTOKO)
2. Ano hi no Kimi He (KOTOKO)
3. Senecio (Utausuki Kaori)
4. Sora wa Kataranai (Kikuko Inoue)
5. I can’t get over your best smile (KOTOKO)
6. snow angel (KOTOKO)
7. tiny days (Kawada Mami)
8. Itsumo Omotteiru koto (Kikuko Inoue)
9. Sora no Mori De (Kawada Mami)
10. LOVE A RIDDLE (KOTOKO)
Disco 2, versiones karaoke.
I've GIRLS COMPILATION ALBUM VOL.3 「Disintegration」fue lanzado el 26 de junio, prácticamente la mitad de los tracks pertenecen a KOTOKO.
El 29 de diciembre, en el Comic Market 63, fueron lanzados varios trabajos simultáneamente:
- I've P.V Collection vol. 2 「Hayategumo」, un PV de KOTOKO;

- 「diRTY GiFT」, un disco de 7 tracks. Los tracks 1 y 7 fueron hechos por FISH TONE.

En 2003, 52 temas fueron compuestos durante este año, 21 fueron cantados por KOTOKO.
El 1 de enero, el tema 「Trust You're Truth ～Ashita wo mamoru Yakusoku～」, cantado por KOTOKO, fue lanzado, el cual es el Opening del anime 「Triangle Heart ～Sweets songs forever～」, basado en el juego del mismo nombre.
El 15 de julio, el tema 「Second Flight」, cantado por KOTOKO y Hiromi Sato, fue lanzado, el cual es la introducción del anime 「Onegai☆Twins」, junto con el tema final 「Asu he no namida」, cantado por Kawada Mami.
El 5 de septiembre se lanzó el disco I've GIRLS COMPILATION ALBUM VOL.4「Lament」, el disco I've GIRLS COMPILATION ALBUM VOL.5「OUT FLOW」 y el DVD I've P.V Collection vol. 3 「See you」. Esta vez el tema estuvo cantado por I've Special Unit, es decir: KOTOKO, MELL, MOMO, SHIHO, Utatsuki Kaori, Kawada Mami y Shimamiya Eiko.
El 27 de noviembre, el disco Conceptual 「Short Circuit」 fue lanzado a la venta.
Consta de 13 canciones, los temas son de KOTOKO y Utatsuki Kaori.
El 28 de diciembre en el Comic Market 65 fue lanzado el disco 「Ozone」. Consta de 5 canciones, y todos fueron cantados por Shimamiya Eiko.
En el año 2004, 48 temas fueron compuestos, de los cuales 28 fueron cantados por KOTOKO.
El 21 de abril fue lanzado el 1.er álbum de KOTOKO, 「羽 -hane-」; consta de 13 pistas.
El 11 de agosto el Sencillo 「Oboetete iiyo」 fue lanzado, los temas pertenecen al anime Mahou Shoujo Tai Arusu.
El 17 de noviembre fue lanzado el segundo maxisencillo de KOTOKO, 「Re-Sublimity」, cuyos temas son del anime Kannaduki no Miko. Los temas 「Re-Sublimity」 y 「Agony」, tema de introducción y final de la serie, son de estilo "trance", mientras que 「Suppuration -core-」 es una nueva versión del tema original「Suppuration」, que fue lanzado en un disco especial a mediados de año - 「Hane Tour Limited Edition CD」- el tema es prácticamente hardcore trance (de ahí el subtítulo core).
El 26 de diciembre KOTOKO realizó el recital llamado KOTOKO LIVE TOUR 2004 WINTER, del cual el siguiente año se editaría un DVD. Cantó los temas más populares dentro del grupo de fanes, entre los cuales estuvieron los del anime Kannaduki no Miko, Onegai Teacher y Triangle Heart.
El 29 de diciembre, en el Comic Market 67, I've lanzó su segundo disco remix, 「Mixed up -I've Remix Style-」, consta de 10 pistas.
En 2005,「radiance」, el primer sencillo de Mami Kawada fue lanzado el 23 de febrero; dentro del sencillo también está el tema 「Chi ni Kaeru -on the earth-」, cantado por KOTOKO. Ambos temas son el tema introductorio y final de la serie de anime Starship Operators.
El 16 de marzo, el disco 「ULYSSES」, el segundo disco de Shimamiya Eiko fue lanzado. Consta de 9 pistas.
El 1 de abril fue lanzado el DVD del tour KOTOKO LIVE TOUR 2004 WINTER, consta de 18 pistas. Originalmente iba a ser lanzado a mediados de marzo.
El 8 de junio el segundo disco de KOTOKO fue lanzado junto a un DVD. El video 「Garasu no Kaze」 fue grabado en la Granja de Paramount Pictures, en EE. UU. El CD consta de 13 pistas, de las cuales 9 son nuevas canciones, la canción 2 「Wing my Way」 es una versión especial para este álbum.
El 2 de julio, en ANIME-EXPO 2005, en EE. UU, KOTOKO realizó su debut en el extranjero, en un poco más de una hora. El tema 「Wing my Way」 se convirtió en el himno oficial del evento. STEPHANIE (Stephanie Yanez), la ganadora del concurso AX I-DOLL, pasa a formar parte de I've Sound.
Está anunciado para el 12 de agosto el álbum I've GIRLS COMPILATION ALBUM VOL.6「Collective」, pero fue retrasado hasta septiembre. La única canción nueva dentro del disco es la última, 「Collective」.
En el año 2006, I've Sound produce el primer sencillo de MELL, Red fraction para el anime Black lagoon. KOTOKO lanza el sencillo Being, y UZU-MAKI, su tercer disco y Mami Kawada lanza SEED, su álbum de debut. Eiko Shimamiya por su parte, lanza el sencillo Higurashi no naku koro ni para la serie de anime homónima y el álbum O, primer disco de tiempo completo de la cantante. SHIHO, abandona I've Sound
Un año después, KOTOKO, lanza el singe Hayate no gotoku, que sería el ópening de la serie del mismo nombre, Mami Kawada lanza los sencillos: Akai namida/beehive, Get my way, para el ending de la serie antes mencionada y Joint, Opening de la segunda temporada de Shakugan no shana.
MELL, saca su segundo sencillo llamado proof no vain, y más tarde su tercer sencillo titulado Virgin's high/Kicks. Kaori Utatsuki mientras tanto, saca el sencillo: Shinning star bless, que sería el ópening de la serie Nanatsuiro drops y después, el sencillo CHASSE, tercer opening de Hayate no gotoku. Eiko Shimamiya, saca su segundo sencillo titulado Naraku no hana del anime Higurashi no naku koro ni kai.
Respecto a los trabajos generales, aparece en el Comiket, el álbum retrospectivo, I've mania tracks, y después, aparecería en el mercado el disco conceptual Short circuit III. MOMO abandona I've sound.
En 2008, MELL saca su primer álbum y el sencillo KILL, de la película homónima de Mamoru Oishii, Mami Kawada publica su segundo disco llamado SAVIA, y su sexto sencillo: PSI Missing. Eiko Shimamiya publica su segundo álbum completo cuyo título es Hikari Nadeshiko y el sencillo Chikai, de la segunda película en imagen real de la franquicia de Higurashi no naku koro ni. KOTOKO, lanza los sencillos U make Ai dream y Special life (Opening de Kammen no maid guy).
El año siguiente, KOTOKO lanza Epsilon no fune, su cuarto disco con I've y los sencillos Daily daily dream, Opening de la segunda temporada de Hayate no gotoku, y a finales de ese año Screw, de la película Assault girls. Kaori Utatsuki lanza su primer miniálbum de siete canciones, MELL, lanza el sencillo Rideback y Mami Kawada saca los sencillos Masterpiece y prophecy.
En 2009 I've sound y sus cantantes dieron su segundo recital en Budokan, se publica un pack especial de cinco sencillos inéditos y se lanza un nuevo álbum retrospectivo, el I've mania tracks II. En julio de ese año, se incorpora a la agrupación una nueva cantante, Airi Kirishima, siendo el tema 2 heaRt, su primera canción con la banda.
En 2010, Mami Kawada, lanza su tercer disco, Eiko Shimamiya, publica el miniálbum Perfect world y MELL anuncia un nuevo disco titulado Mirage. Este año surge también la creación Larval stage planning, una unión especial formada por Airi Kirishima y dos nuevas cantantes: Nami Maisaki y Rin Asami.
En el año 2011, se anuncia una colaboración de I've Sound con el sello discográfico Lantis, lo cual más tarde se reveló qué allí ingresaría Larval stage planning.
En el mismo año, dos de las vocalistas más importantes, Eiko Shimamiya y KOTOKO, deciden abandonar I've Sound.
Ya en el año 2012, la banda publica dos recopilatorios, uno de ellos recopila las canciones más exitosas de la serie de "Girls generation", mientras que el segundo recopilaría las canciones de la saga de álbumes conceptuales "Short Circuit". Ese mismo año, se anuncia también el octavo volumen de la serie "Girls compilation", cuyo título final sería el de "Level Octave".
El 20 de febrero de 2013, Kaori Utatsuki lanza su segundo miniálbum, titulado "GOING ON", con canciones escritas y compuestas por ella y arregladas por todos los compositores de I've; al día siguiente, se retira del grupo. El 20 de marzo, MELL lanza un álbum compilatorio llamado "Entrust ~the name of MELL~", con el que también hizo su retiro del grupo.
El 26 de septiembre de 2014 se lanza el noveno álbum de I've Girls Compilation, titulado "evidence nine".
En el año 2016, el primero de enero, se lanza el décimo álbum de I've Girls Compilation, titulado "The Time ~12 Colors~". El 21 de mayo, Mami Kawada se retirará de I've Sound, dando su último concierto titulado MAMI KAWADA FINAL F∀N FESTIVAL “F”, donde estarán invitados KOTOKO, fripSide y Maon Kurosaki.

## Otros trabajos
Mientras trabajaba en la composición en I've Sound, Kazuya Takase siguió paralelamente la composición de Eurobeat y Trance, los cuales forman parte de varios discos, temas que se recopilan junto con música de otros artistas:
WORM WORLD CD
- That's EuroBeat NOW Vol. 2

- That's EuroBeat NOW Vol. 4

- That's EuroBeat NOW Vol. 5

- That's EuroBeat NOW Vol. 7

- That's EuroBeat NON-STOP MIX ～RED MONSTER MIX～ vol. 1

- That's EuroBeat NOW BEST Vol. 1

- EURO 1 non stop mega mix

- EURO 2 non stop mega mix

- EURO 3 non stop mega mix

- EURO 4 non stop mega mix

- EURO BEST I - NON STOP DJ BATTLE MIX

- EURO PLATINA - NON STOP SUPER SPEED MEGA MIX

- EURO DIVA JENNIFER TRACKS - ORIGINAL EXTENDED TRACKS

- Dancemania EURO★MIX HAPPY PARADISE

- DANCE∞INFINITY series NEO TECHNO DX

- CYBER TRANS DOLLS / TRANS POP

- TRANCE MAGIC Vol. 1

- TRUSH VOX 2

F.T.K. CD
- TRANCE MAGIC Vol. 2

- TRANCE MAGIC Vol. 3

- DANCEMANIA (6, EXTRA, SPEED 4, DELUXE 4, BASS 9, BASS 10, SPEED BEST 2001, BEST RED, EURO★MIX HAPPY PARADISE)

- SUPER DANCE POP imp@ct

TRANCE COMPILATIONS
- BEST OF DIGIBEAT TRANCE

- TRANCE MAGIC Vol. 1

- TRANCE MAGIC Vol. 2

- TRANCE MAGIC Vol. 3

- TRANCE MAGIC Analog

- CURE TRANCE SERIES CHAPTER ONE Psychedelic」

- CURE TRANCE SERIES CHAPTER TWO Psychedelic GOA」

- CURE TRANCE SERIES CHAPTER THREE「Psychedelic IBIZA」

- CURE TRANCE Analog

- verve-circle 001 tranquilizer for the beat specter (beyond the underground groove)

- verve-circle 002 beat spellbound-agitation mix

- verve-circle 003 electrónica-mayhem

- verve-circle / Psychedelic Trance Edition featuring GMS

- verve-circle / Psychedelic Trance Edition -Journey of Space Exploration-

- verve-circle / Psychedelic Trance Edition -Fantastic Planet-

- verve-circle / Psychedelic Trance Edition -Nature & ReNature-

- Best of verve-circle I've found the fountains of paradise

- Best of verve-circle Psychedelic Trance edition

otros
- TRANCE VOX

- TRUSH VOX 2

- TECH GIAN 04/2001

- DANCE∞INFINITY series NEO TECHNO DX

- HARD STUFF / Luding Out

- LUPIN THE DANCE ～HYPER GROOVE ENERGY～

- digibeat HARD STUFF analog

- LUPIN THE HYPER GROOVE "BEST"

- COWPOKES / RUNNING TO NEW WEST GO.

- COWPOKES / Rough Time Everyday

- NueroSocietia / "...SPLIT

## Integrantes del grupo
Durante los 10 años de trabajos de Kazuya Takase, ha conseguido la adhesión de varios compositores y cerca de 25 cantantes. Actualmente, en I've hay 8 cantantes, junto a Kazuya Takase y FISH TONE. Las otras cantantes se han separado del grupo para trabajar como solistas.

### Vocalistas PRE-I'VE.
- Jennifer. Cantante graduada en L.A. Fue recibida por Kazuya Takase mientras estuvo trabajando en Canadá y se convirtió en una de las principales cantantes de F.T.K. Como dice uno de sus discos, ella es la EURO DIVA JENNIFER. Su tema más conocido es 「IF YOU WERE HERE」.
- GINA. Cantante graduada en L.A. a los 27 años, en 2001. Años antes, en 1996, el estudio KAZOO (¿Takase?) en Canadá, la llamó a audición. Debutó a los 23 años con el tema 「IS THIS THE WAY YOU KILL A LOVE」 en el disco Dancemania 6.
- KATRINA. Graduada también en L.A., estuvo encargada de los coros. Fue invitada por F.T.K. para participar de sus composiciones en los discos That's EuroBeat.
- PICCOLINA. Compositora para los trabajos de WORM WORLD. Escribió las letras de los temas 「GET WILD」 y 「7 Days War」. En el disco EURO 2 canta el tema 「SPICE」.

### Compositores principales de I've
- Kazuya Takase (高瀬一矢). Conocido hace algunos años como F.T.K. y WORM WORD, es el compositor y liricista principal del grupo y fundador de este. Sus trabajos como compositor de Eurobeat no pueden dejar de relacionarse con JENNIFER. Forma junto a Tomoyuki Nagakawa el subgrupo de compositores HARD STUFF.

- Tomoyuki Nakazawa (中沢伴行). Al igual que Kazuya Takase, está encargado de las letras, composición y arreglos. Forma junto a Kazuya Takase el subgrupo de compositores HARD STUFF. Forma junto a Takeshi Ozaki el subgrupo de compositores TOMOYUKI×TAKESHI .

- Maiko Iuchi (井内舞子). Otra de las principales creadoras de sonido de la banda, que ha ganado mucho protagonismo en la producción de canciones de la banda. También conocida como Miu Uetsu (羽越実有)

- CG Mix

- Takeshi Ozaki (尾崎武士). Se une a I've en 2002. Está a cargo de los arreglos de guitarra y, últimamente, también de la composición. Forma junto a Tomoyuki Nakagawa el subgrupo de compositores TOMOYUKI×TAKESHI .

### Antiguos compositores de I've
- Media Sync-Puu-. Composición.
- SAYUMI. Es la encargada de la versificación de las letras. Su nombre está compuesto de la unión de los nombres SAOLI-san y Ayumi Kida.

- Seiichi Mikami (三上誠一). Composición.

- Atsuhiko Nakatsubo (中坪淳彦). Conocido también como FISH TONE, está encargado de los arreglos.

Sus discos son FISH TONE -1.er disco-, Twinstar Presents Birth Gate Trance KING JOE y Noyau -2.º disco-. Los dos primeros son discos trance, mientras que el último obtuvo la participación de MELL y SHIHO para cantar algunos de los tracks.
- Watabe Shinya (sd_wata). Composición. Líder de NueroSocietia.

- DOLLY. Composición.

- Koyurugi Mono (小動物). Composición.

- Yoshiya Nagata (永田善也). Composición

### Vocalistas actuales de I've Sound
- Airi Kirishima (Pertenece a I've desde 2009)

- CG Mix (Pertenece a I've desde 2001)

- Mami Kawada (Pertenece a I've desde 2001)

- YUZUNO (Pertenece a I've desde 2013)

- Minori Kitamura (Pertenece a I've desde 2014)

- marriage blue (Pertenece a I've desde 2014)

- RINA (Pertenece a I've desde 2014)
- IKU (Ha tenido trabajos con I've desde 2008, pero pertenece al grupo desde 2015)

### Antiguas vocalistas de I've sound
- AKI (Permaneió en I've desde la creación hasta 2001)

- Eiko Shimamiya (Permaneció en I've desde la creación hasta 2011)

- KOTOKO (Permaneció en I've desde 2000 hasta 2011)

- SHIHO (Permaneció en I've desde 2000 hasta 2006)

- MOMO (Permaneció en I've desde 2001 hasta 2006)

- Reina (Permaneció en I've desde 2004 hasta 2006)

- Kaori Utatsuki (Permaneció en I've desde 2002 hasta 2013)

- MELL (Permaneció en I've desde la creación hasta 2013)

- Nami Maisaki (Permaneció en I've desde 2010 hasta 2014, debutó como DJ en el álbum master groove circle "NIJIIRO")

- Rin Asami (Permaneció en I've desde 2010 hasta 2014)

### Cantantes invitadas o que colaboraron en el pasado con I've
- Asame Miyazaki (KOTOKO con un nombre distinto)
- Asuka Katagiri (AKI con un nombre distinto)
- AYANA
- ORIHIME (MELL con un nombre distinto)
- TAKAMI
- Usagi Tachibana (MIKI con un nombre distinto)
- CHIYO
- Tsutumi Inosuke (Persona ficticia, se rumorea que puede ser en realidad Kazuya Takase)
- MAKO
- MARY
- MIKI
- Yukko
- Yumi Matsuzawa
- Lia
- R.I.E.
- RIMIKKA
- STEPHANIE

### Uniones especiales
- HARD STUFF
- TOMOYUKI×TAKESHI
- KOTOKO to AKI
- Outer
- TRANCE VOX
- KOTOKO to Kaori Utatsuki
- Healing Leaf (Mami Kawada y Eiko Shimamiya
- I've Special Unit (Eiko Shimamiya, Kaori Utatsuki, Kotoko, Mami Kawada, Mell y Momo)
- Love Planet Five (Eiko Shimamiya, Kaori Utatsuki, Kotoko, Mami Kawada y Mell)
- Larval stage planning (Airi Kirishima)) Antiguas miembros: (( Nami Maisaki y Rin Asami)

## Discografía

### Álbumes
- 1999: Regret
- 2000: Verge
- 2002: Disintegration
- 2003: Lament
- 2003: Out flow
- 2005: Collective
- 2010: Extract
- 2012: Level Octave
- 2014: Evidence nine

### Álbumes conceptuales
- 2003: Short circuit
- 2007: Short circuit II
- 2010: Short circuit III

### Álbumes de Comiket
- 2002: diRTY GIFT
- 2004: Mixed up
- 2007: I've mania tracks vol I
- 2008: The front line covers
- 2009: I've mania tracks vol II
- 2010: I've mania tracks vol III

### Otros álbumes
- 2008: Master groove circle
- 2009: I've 10 anniversary box: Departed to the future
- 2010: Master groove circle II
- 2011: Tribal link
- 2014: Master groove circle "NIJIIRO"

### Videos
- 2005: I've in Budokan: Open the birth gate
- 2007: Short circuit II premium show
- 2009: I've in Budokan: Departed to the future
- 2010: Short circuit III premium show